# Ometepe
Ometepe – wyspa pochodzenia wulkanicznego w Nikaragui na jeziorze Nikaragua. Wyspa o powierzchni około 276 km², zamieszkana przez około 10 tysięcy ludzi. Na wyspie znajduje się czynny wulkan Concepción (1610 m n.p.m.) i niższy od niego, ale również czynny Maderas (1326 m). W 2010 roku ustanowiono tu rezerwat biosfery.
Mieszkańcy wyspy trudnią się głównie uprawą kawowca i tytoniu oraz hodowlą bydła. Ponadto na wyspie dobrze rozwinęła się turystyka.